# Gäddvattnet (Skorpeds socken, Ångermanland)
Gäddvattnet är en sjö i Örnsköldsviks kommun i Ångermanland och ingår i Nätraåns huvudavrinningsområde. Sjön har en area på 0,682 kvadratkilometer och ligger 304,3 meter över havet. Sjön avvattnas av vattendraget Sörån. Vid provfiske har abborre, gädda och mört fångats i sjön.

## Delavrinningsområde
Gäddvattnet ingår i det delavrinningsområde (702824-159505) som SMHI kallar för Utloppet av Gäddvattnet. Medelhöjden är 332 meter över havet och ytan är 7,13 kvadratkilometer. Det finns inga avrinningsområden uppströms utan avrinningsområdet är högsta punkten. Sörån som avvattnar avrinningsområdet har biflödesordning 2, vilket innebär att vattnet flödar genom totalt 2 vattendrag innan det når havet efter 69 kilometer. Avrinningsområdet består mestadels av skog (70 procent) och sankmarker (11 procent). Avrinningsområdet har 0,67 kvadratkilometer vattenytor vilket ger det en sjöprocent på 9,3 procent.